# Jane Moran

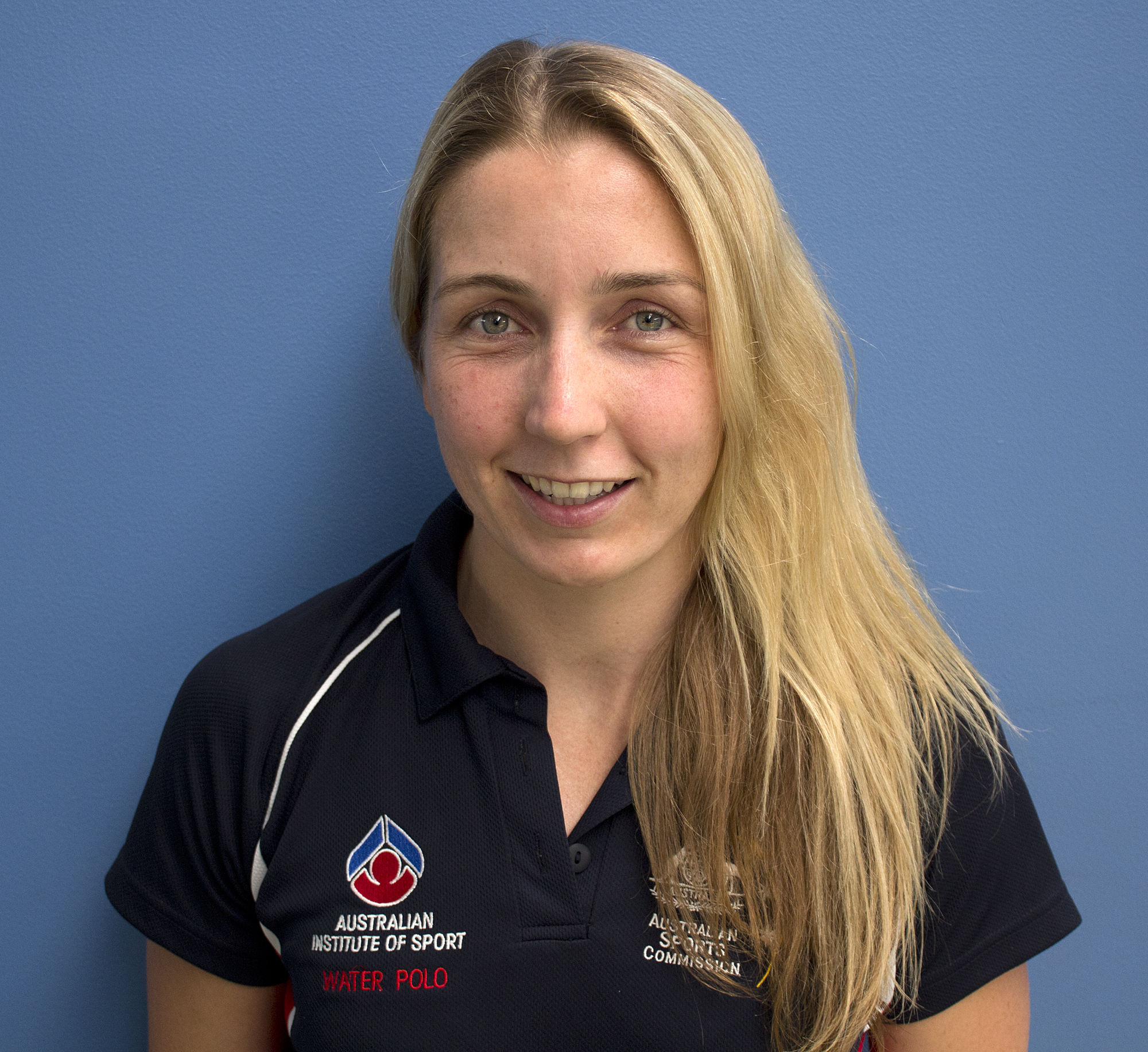
Jane Moran (2012)

Jane Moran (* 6. Juni 1985 in Murwillumbah) ist eine ehemalige australische Wasserballspielerin. Sie gewann die Bronzemedaille bei den Olympischen Spielen 2012.

## Sportliche Karriere
Die 1,67 m große Jane Moran spielte als Außenspielerin. 2005 gewann Moran mit der australischen Juniorinnen-Nationalmannschaft die Bronzemedaille bei den Juniorenweltmeisterschaften.
Ihr erstes großes internationales Turnier mit der Nationalmannschaft war die Weltmeisterschaft 2009. Dort wurde Moran mit der australischen Mannschaft Sechste, wobei sie insgesamt sieben Turniertore warf, davon fünf in der Vorrunde. Zwei Jahre später belegten die Australierinnen den fünften Platz bei der Weltmeisterschaft 2011. Beim olympischen Wasserballturnier 2012 in London gewannen die Australierinnen ihre Vorrundengruppe vor den Russinnen und den Italienerinnen. Ihr erstes Tor warf Moran im Vorrundenspiel gegen die Russinnen. Im Viertelfinale besiegten die Australierinnen die Chinesinnen im Penaltyschießen, nachdem das Spiel nach der Verlängerung 16:16 gestanden hatte. Nachdem die Australierinnen im Halbfinale nach Verlängerung 9:11 gegen das US-Team verloren hatten, mussten sie auch im Spiel um Bronze in die Nachspielzeit. Diesmal gewannen sie mit 13:11 gegen die Ungarinnen. In diesem Spiel warf Moran ihr zweites Turniertor.
Auf Vereinsebene spielte Sophie Smith 2012 bei den Brisbane Barracudas.
Jane Moran graduierte im Fach Bauwesen an der University of Queensland und arbeitete danach für die Ingenieursfirma Aurecon. Daneben blieb sie ehrenamtlich für den australischen Wasserballverband tätig.